# Niederdorf (Stadt Zürich)

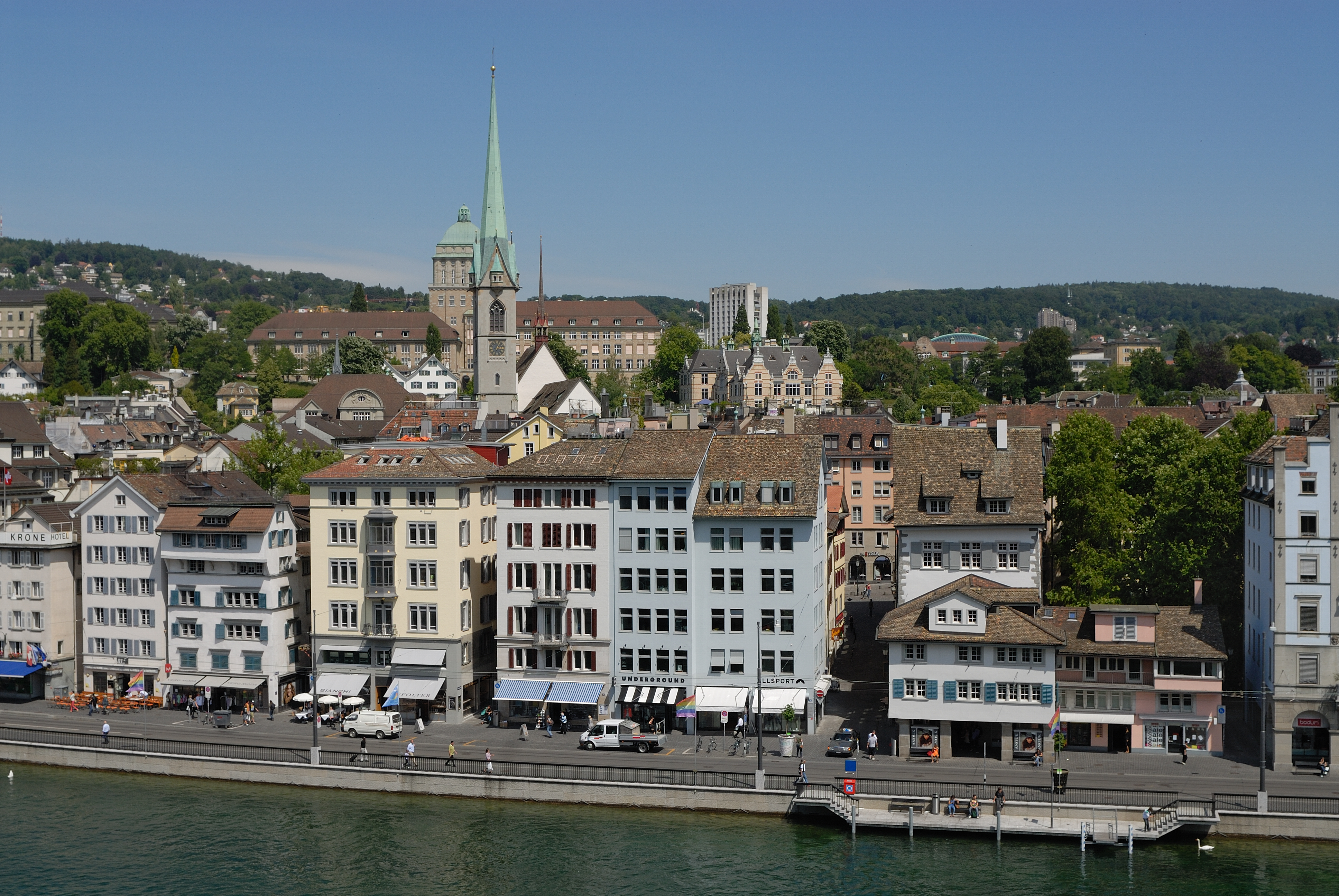
Blick vom Lindenhof auf Limmat, Limmatquai und Niederdorf

Das Zürcher Niederdorf (im Volksmund Dörfli oder Niederdörfli) ist ein Teil der Altstadt von Zürich. Es erstreckt sich vom Central bis zur Stüssihofstatt. Das Niederdorf liegt im Quartier Rathaus und gehört somit zum Stadtkreis 1 der Stadt Zürich. Dicht verbunden ist das Zürcher Niederdorf mit dem Oberdorf, das zwischen dem Bellevue bzw. Rämistrasse und Niederdorf liegt und von vielen Besuchern fälschlicherweise dem Niederdorf zugerechnet wird.
Das Niederdorf ist vor allem als Amüsierviertel bekannt. Neben unzähligen Bars und Restaurants gibt es auch Kinos, Läden, Hotels und Clubs.

## Lage

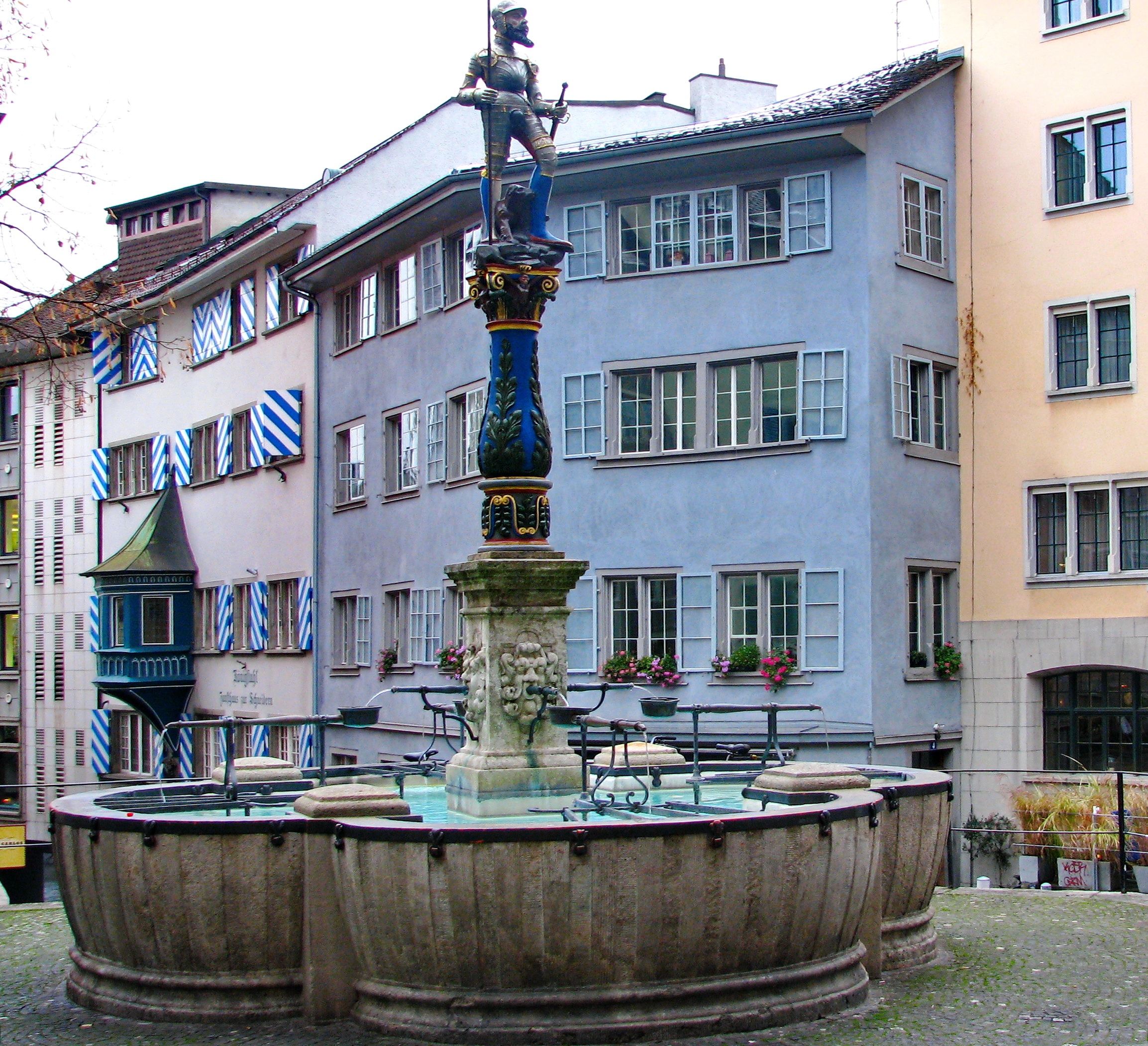
Stüssihofstatt, links das Zunfthaus «zur Schneidern» (Haus «Königstuhl»), ganz rechts das frühere Restaurant Johanniter

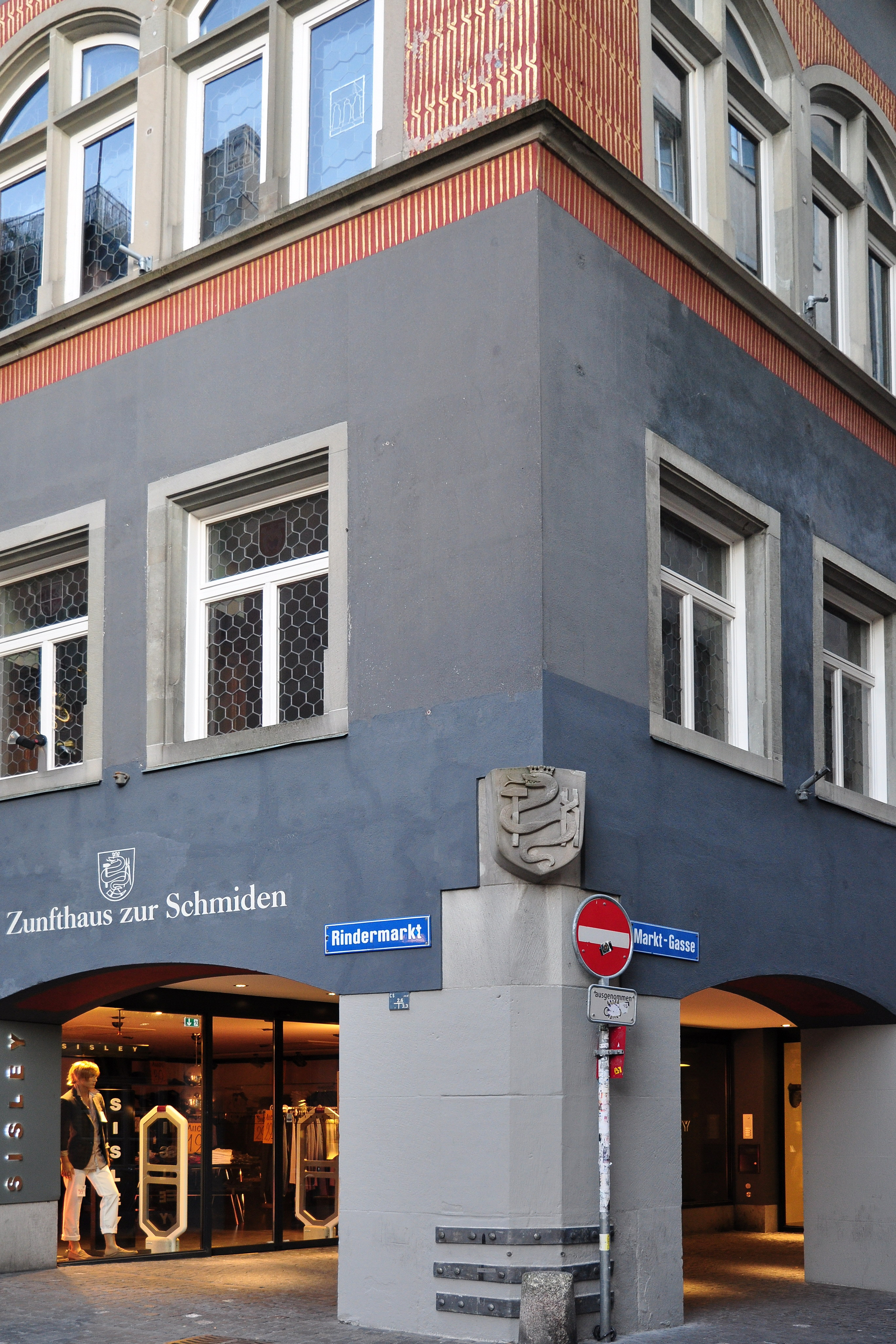
Zunfthaus «zur Schmiden»

Unter dem Niederdorf ist im Volksmund oft das gesamte Gebiet gemeint, das sich vom Central im Norden bis zum Bellevue im Süden erstreckt und dort von der Rämistrasse begrenzt wird. Richtigerweise ist die Stüssihofstatt nördlich des Grossmünsters die südliche Begrenzung des eigentlichen Niederdorfes.
Das Niederdorf liegt zwischen dem Limmatquai im Westen und dem Seilergraben im Osten. Die wichtigsten Strassen in diesem Gebiet sind die Niederdorfstrasse, Rindermarkt und Neumarkt sowie die Marktgasse.
Im hinteren Teil des Niederdorfes vom Central weg bis zum Zähringerplatz verläuft anstelle von alten engen Gassen die Zähringerstrasse, für welche 1878 alte Häuser abgebrochen worden waren. Die damaligen Planungen hatten eine Fortsetzung dieses modernen Boulevards über den Zähringerplatz hinaus vorgesehen, wurden jedoch nie verwirklicht.

## Verkehr
Wie das parallel verlaufende Limmatquai sind die Niederdorfstrasse und deren Verlängerungen für den Autoverkehr gesperrt. Die meisten Quergassen kommen aufgrund ihrer Breite für eine Durchfahrt nicht in Frage. Einzelne Gassen sind tagsüber befahrbar, nachts abgesperrt und für Anwohner mit dem Auto zugänglich. Die das Niederdorf östlich begrenzende Strasse, der Seilergraben, leitet den Autoverkehr um das Niederdorf. Hier fahren das Tram 3 und der Bus 31 der VBZ. Am Limmatquai verkehren die Tramlinien 4 und 15. Weitere Tramlinien halten am Verkehrsknotenpunkt Central. Die nächsten Bahnhöfe sind der Hauptbahnhof und der Bahnhof Stadelhofen.

## Angebot

### Kinos
Insgesamt finden sich im Niederdorf sechs Kinohäuser unterschiedlicher Art. Die Arthouse-Kinos Alba, Movie 1 & 2 sowie Nord-Süd (1935–2011) zeigen Studiofilme und Low-Budget-Produktionen. Das denkmalgeschützte Alba befindet sich seit 1958 im Theatersaal des sieben Jahre zuvor erbauten Hotels mit Theater. Das Kino Frosch der Kitag zeigt Hollywood-Streifen und auch Studiofilme. Ergänzt wurde das Kinoangebot bis Ende 2012 durch das Erotikkino Stüssihof. Das ehemalige Kitag-Kino Academy wurde Ende 2006 geschlossen und erst in eine Bar mit Clubbetrieb, danach in ein Schuhgeschäft umgenutzt. Das Kino Academy hiess vorher Wellenberg wie das Hotel im selben Haus. Das Wellenberg war Kulisse im Schweizer Spielfilm Polizischt Wäckerli.
Das Kino Radium in der Mühlegasse 5 wurde 1907 eröffnet und war eines der ersten ständigen Kinos der Schweiz. Es war das älteste Kino des Landes und eines der ältesten in ganz Europa. Während vieler Jahre war das Radium wegen den abgespielten Westernfilmen als Revolverküche bekannt, später Reprisenstätte, zwischenzeitlich Filmpodium der Stadt Zürich, bevor es in den 1980er und 1990er Jahren als Nachspielstätte der Commercio-Movie AG funktionierte. Das Radium bot 118 Leuten Platz. Von 1994 bis 2008 war das Radium ein Pornokino, Ende Juni 2008 wurde es geschlossen. 2009 kamen bei umfangreichen Sanierungsarbeiten der mittelalterlichen Liegenschaft Reste der Wandmalereien der ursprünglichen Kinoausstattung von 1907 hervor.

### Bars
Im Niederdorf finden sich viele kleinere und grössere Bars. In der Sommerzeit bieten die meisten Bars Sitzgelegenheiten im Freien.

### Restaurants
Im Niederdorf finden sich neben vielen kleinen Imbissständen auch zahlreiche Restaurants.

### Hotels
Im Niederdorf gibt es nur wenige Hotels. Der älteste und der jüngste Hotelbetrieb stehen zentral am Hirschenplatz. Das Hotel «Hirschen» gilt als der älteste Betrieb und bietet seinen Gästen seit dem 14. Jahrhundert Zimmer an. Der jüngste Hotelbetrieb im Niederdorf ist das Hotel «Wellenberg», es wurde im Januar 1990 von der Unternehmerfamilie Scotoni eröffnet. Es wurde in den 1940er Jahren erbaut und gilt als der letzte Neubau in der Altstadt von Zürich.

## Geschichte
1280 oder 1286 zerstörte eine Feuersbrunst die Häuser vom Nieder- bis zum Oberdorf. Der Brandstifter soll der Bäcker Wackerbold gewesen sein. Er war dabei ertappt worden, wie er zu leichte Brote herstellte und wurde zur Strafe in den Schmachkorb beim Haus zum Rüden gestellt. Aus Rache füllte er sein Haus mit Holz, legte eines Nachts bei heftigem Wind Feuer und verschwand.
1876 brach im Niederdorf eine Cholera-Epidemie aus, die auch auf weitere Stadtteile übergriff.
In den 1930er-Jahren hatte die Stadt Karl Moser, ETH-Professor und Architekt von Universität und Kunsthaus, mit Plänen für eine Neugestaltung des Niederdorfs beauftragt. Laut des daraufhin entstandenen Plans hätten alle Häuser mit Ausnahme der grösseren Kirchen und des Rathauses abgebrochen werden sollen.

## Persönlichkeiten
- Gottfried Keller (1829–1890), (wuchs am Rindermarkt auf)
- Dora Koster (1939–2017), Schriftstellerin, Malerin und Prostituierte
- Beat Schlatter (* 1961), Kabarettist, Schauspieler und Drehbuchautor

## Bilder

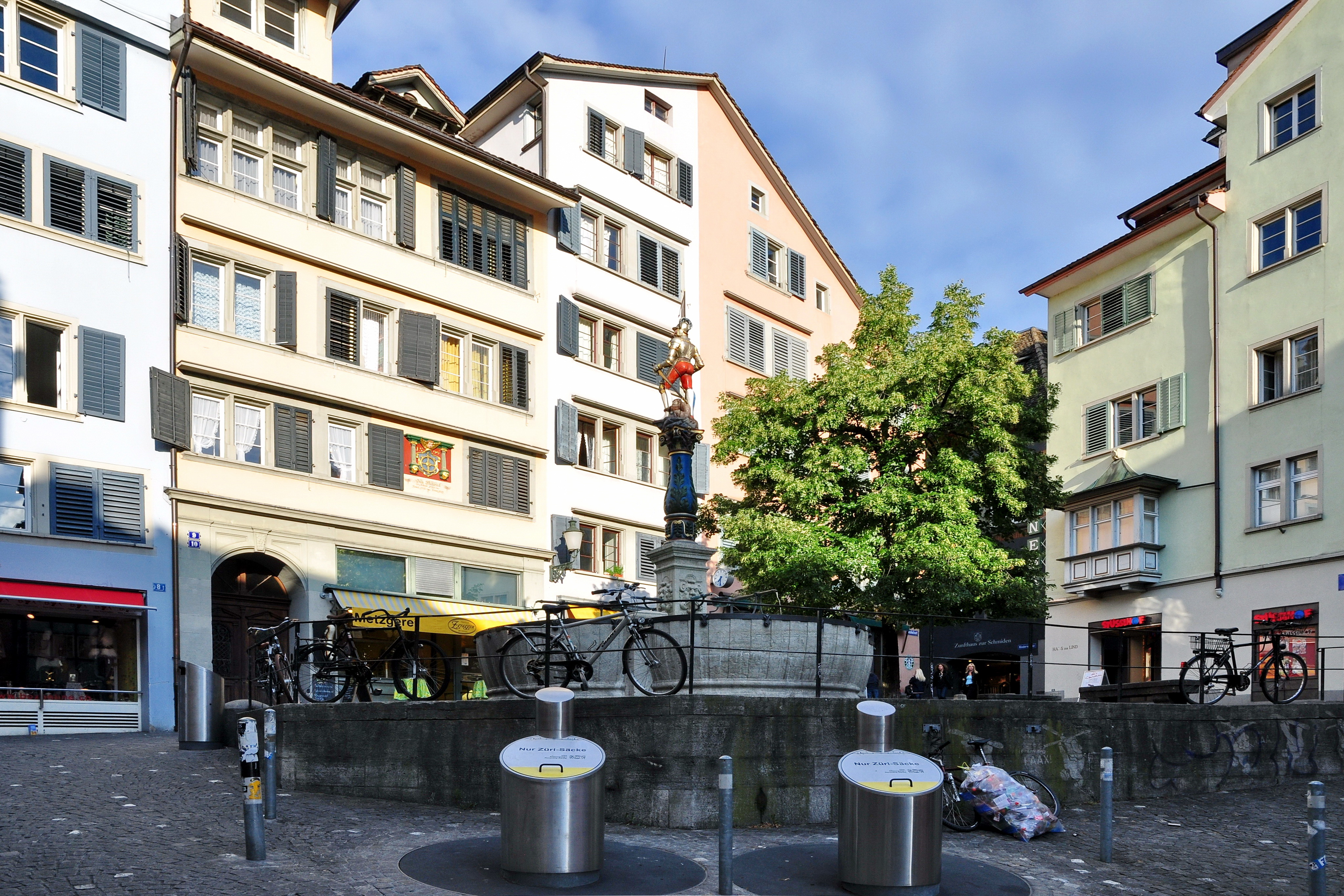
Stüssihofstatt, Ansicht vom Limmatquai
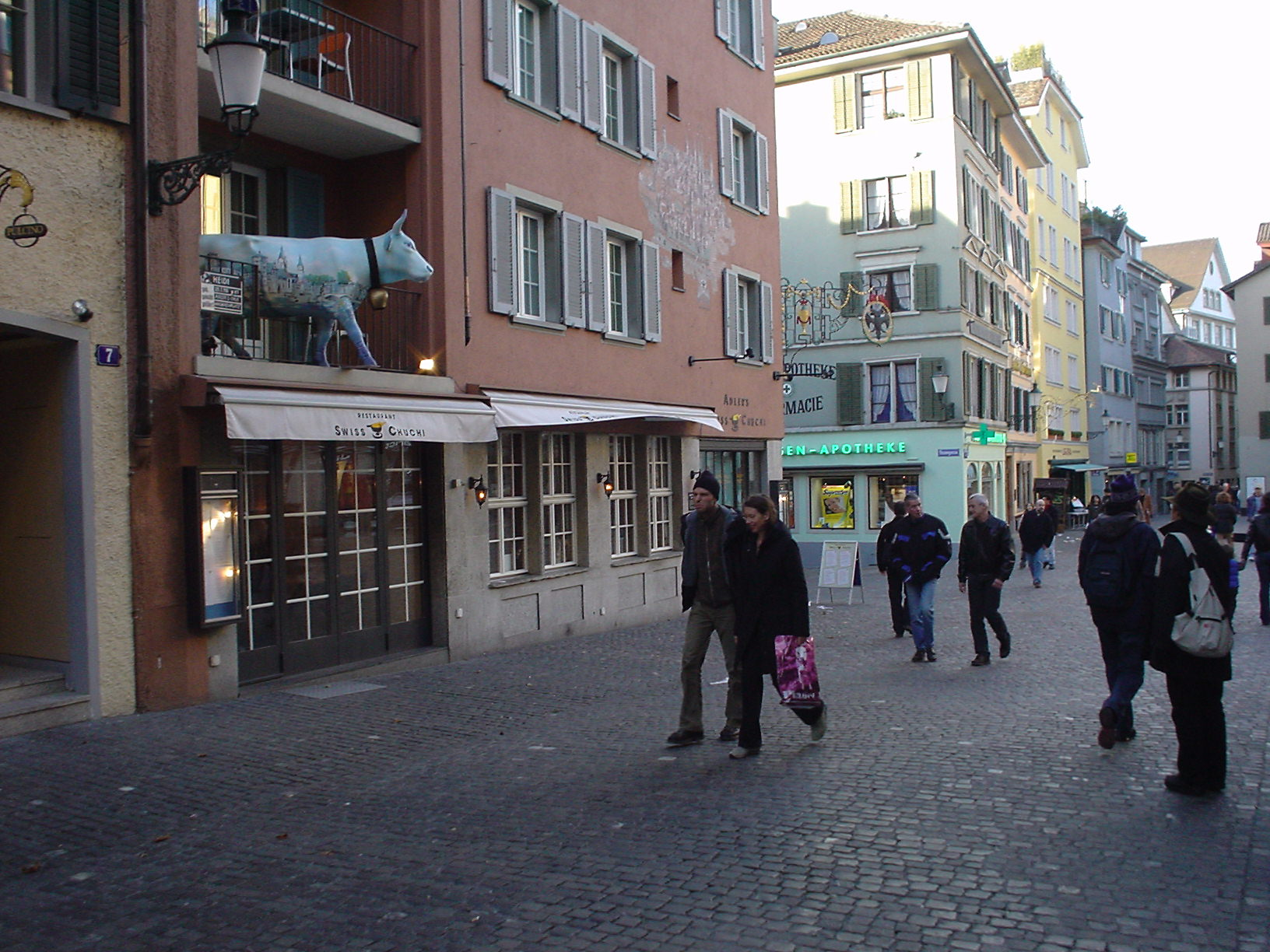
Höhe Hirschenplatz